# Віллі Фроммельт
Віллі Фроммельт  (нім. Willi Frommelt, 18 листопада 1952) — ліхтенштейнський гірськолижник, олімпійський медаліст. Син ліхтенштейнського лижника, учасника зимових Олімпійських ігор 1948 року в Санкт-Моріці Крістофа Фроммельта, старший брат ліхтенштейнського гірськолижника, бронзового призера зимових Олімпійських ігор 1988 року в Калгарі Пауля Фроммельта.

## Виступи на Олімпіадах
| Олімпіада    | Дисципліна         | Місце  |
| ------------ | ------------------ | ------ |
| Саппоро 1972 | швидкісний спуск   | 30     |
| Саппоро 1972 | гігантський слалом | 22     |
| Саппоро 1972 | слалом             | участь |
| Інсбрук 1976 | швидкісний спуск   | 21     |
| Інсбрук 1976 | гігантський слалом | 17     |
| Інсбрук 1976 | слалом             | 3      |